# Burden sharing
Il burden sharing (condivisione degli oneri) è una procedura del diritto dell'Unione Europea disciplinata dall'articolo 132 della Direttiva UE/2014/59 Bank Recovery and Resolution Directive da applicarsi in caso di dissesto di un istituto bancario.
Fino al 1º gennaio 2016, era l'unico meccanismo europeo di risoluzione di una crisi di un istituto di credito. Con l'arrivo della Direttiva Brrd, è stato affiancato dal bail in, altresì chiamato salvataggio interno: la Brrd era in vigore già dal 2 luglio 2014, ma gli Stati membri potevano recepire gli articoli sul bail in entro il 1º gennaio 2016.

## Descrizione
Con il burden sharing viene stabilito che qualsiasi aiuto pubblico a una banca debba innanzitutto essere esaminato ed approvato dalla Commissione Europea, ma soprattutto deve essere erogato solamente in seguito alla riduzione del valore nominale delle azioni e delle obbligazioni subordinate, o la conversione in capitale di queste ultime.
Gli azionisti e creditori subordinati devono sopportare parte degli oneri per il risanamento della banca in crisi mediante la svalutazione del valore nominale dei loro crediti o la loro conversione in capitale, prima che siano coinvolti fondi pubblici nel salvataggio della banca o nella sua liquidazione coatta amministrativa.
Gli aiuti di Stato sono quindi contemplati dalla normativa, ma devono essere limitati al minimo necessario e subordinati ad una adeguata condivisione degli oneri da parte degli investitori. Inoltre, non possono creare distorsioni della concorrenza con gli altri istituti di credito e gli altri Paesi membri: sono, tuttavia, previste deroghe eccezionali per cui l'intervento pubblico può avvenire anche a seguito di una distribuzione parziale degli oneri (pericolo alla stabilità finanziaria o qualora il burden sharing conduca a risultati sproporzionati rispetto a quelli attesi).
A differenza del burden sharing, che tocca solamente azionisti ed obbligazionisti subordinati, il bail-in prevede che a copertura delle perdite debbano partecipare anche obbligazionisti junior, senior ed i soggetti con depositi superiori ai 100.000 euro, fino all'8% delle passività, prima di ricorrere al Fondo nazionale di risoluzione.
Gli Stati non sono obbligati a dare immediatamente seguito al bail in per affrontare una crisi bancaria: è prevista la convivenza con il burden sharing, specie qualora si parli di banche solventi ma bocciate dagli stress test oppure di banche sistemiche. Per i soggetti insolventi, invece, si applica esclusivamente il bail in.

## Applicazione
Ad esempio, l'Italia ha ritardato il recepimento della Brrd, posticipandola al termine ultimo del 2016, per cui Banca delle Marche, Banca Popolare dell'Etruria e del Lazio, Cassa di Risparmio della Provincia di Chieti e Cassa di Risparmio di Ferrara sono state salvate attraverso il burden sharing, con l'azzeramento di sole azioni ed obbligazioni subordinate. Peraltro, la Brrd prevede che per le obbligazioni emesse prima della sua entrata in vigore, possa ancora essere applicato il burden sharing (norma di retroattività).
Il primo caso di applicazione del bail in, invece, si è verificato in Austria con Heta Asset Resolution, la bad bank che ha rilevato gli asset di Hypo Group Alpe Adria. Il valore delle obbligazioni subordinate è stato azzerato, mentre i bond senior sono stati svalutati del 53,98% ed il loro rimborso è stato posticipato al 31 dicembre 2023.